# Quebrada de Aroma
Quebrada de Aroma är ett periodiskt vattendrag i Chile.   Det ligger i regionen Región de Tarapacá, i den norra delen av landet, 1 500 km norr om huvudstaden Santiago de Chile.
Omgivningen kring Quebrada de Aroma är ofruktbar med liten eller ingen växtlighet. Områdetär nästan obefolkat, med mindre än två invånare per kvadratkilometer.